# 이슬람력

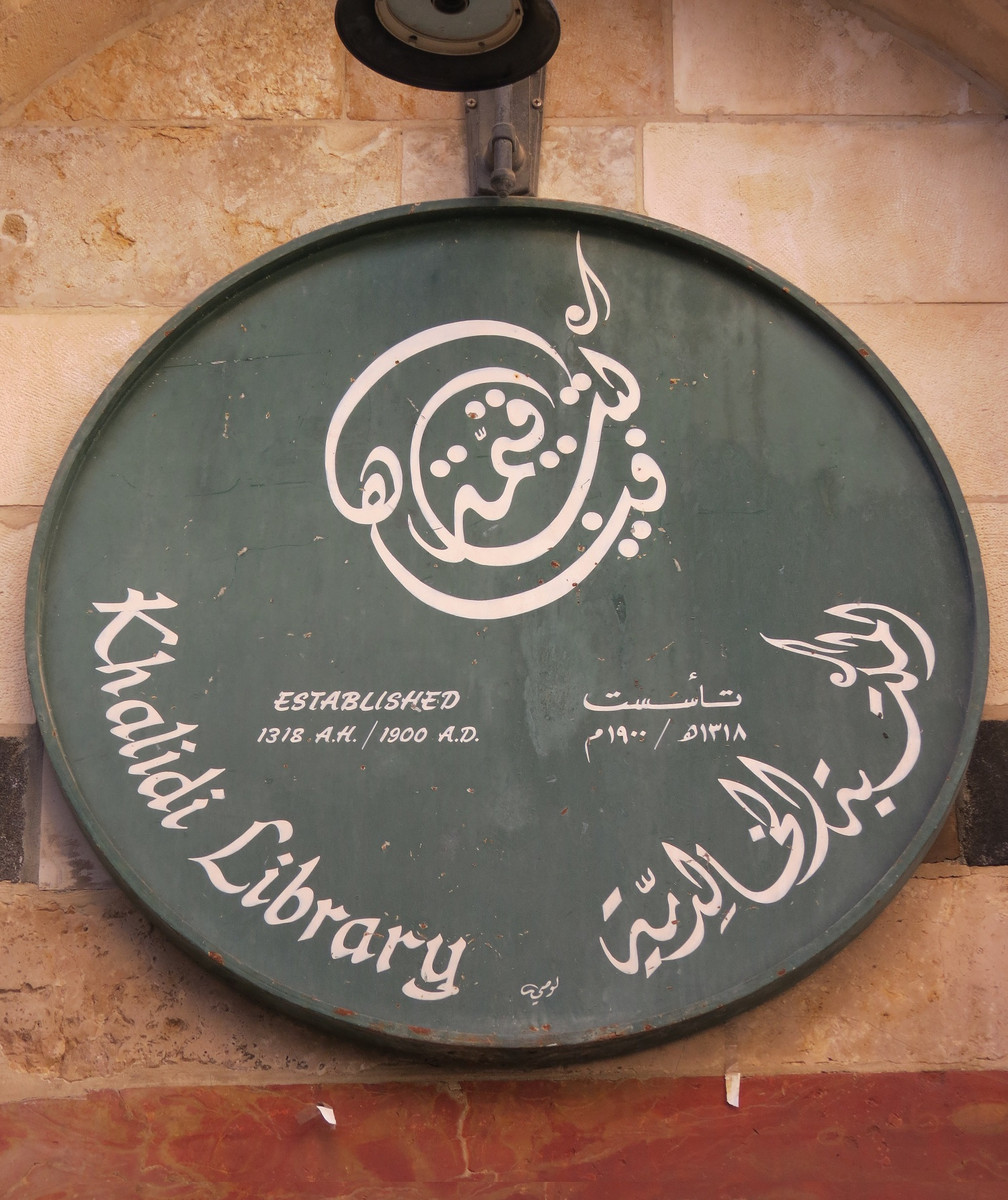

이슬람력(이슬람교력, 문화어: 이슬람교력서) 또는 무슬림력, 히지라력(히즈라력)(Islamic Calender, Muslim Calender, Hijri Calender, 아랍어:  التقويم الهجري; at-taqwīm al-hijrī, 페르시아어: گاهشماری هجری Gāhshomāri-ye Hejri)은 주로 이슬람교 사회에서 사용되는 서력법으로서 태음력이며, 약자 표기는 H 혹은 A.H.(라틴어로 Anno Hijrae(in the year of the Hijra))이다. 예언자이자 알라의 사도로 존경받는 무함마드가 메카에서 메디나로 이주한 ‘거룩한 도망(성천)’을 히지라라 하여, 그 날짜인 622년 7월 16일을 히지라 원년 1월 1일로 삼았다.
음력이기에 매 달이 29일, 30일이 대략 교대로 지나게 되며 1년이 354~355일이다.
원래 이슬람력은 달을 보고 날의 시작을 세는 것이 원칙이나, 불편하기 때문에 탁상 이슬람력(Tabular Islamic calendar)이 존재한다. 홀수달이 30일, 짝수달이 29일이지만 월령의 차를 조절하기 위해 1일을 늘리는 윤년이 30년에 11번 있으며, 히지라력을 30으로 나눴을 때 나머지가 2, 5, 7, 10, 13, 15, 18, 20, 24, 26, 29인 해가 윤년이 된다. 이 달력으로 생일을 쇠는 사람은 생일이 매년 10~15일 정도 앞당겨진다.

## 같이 보기
- 이슬람의 설
- 루미력